# Sarah Myriam Mazouz
Sarah Myriam Mazouz (26 aprile 1987) è una judoka gabonese.

## Biografia
Ha rappresentato il Gabon ai Giochi olimpici estivi di Rio de Janeiro 2016, ricevendo un bye per il secondo turno perdendo però agli ottavi per shido contro la britannica Natalie Powell.
Ai Giochi panafricani di Rabat 2019 ha vinto la medaglia d'oro nella categoria fino a 78kg, battendo in finale la sudafricana Unelle Snyman.

## Palmarès
- Giochi panafricani

Rabat 2019: oro nei -78kg.
- Campionati africani

Puerto Louis 2014: argento nei -78kg;
Libreville 2015: argento nei -78kg;
Tunisi 2016: bronzo nei -78kg.